# Christian Wacker

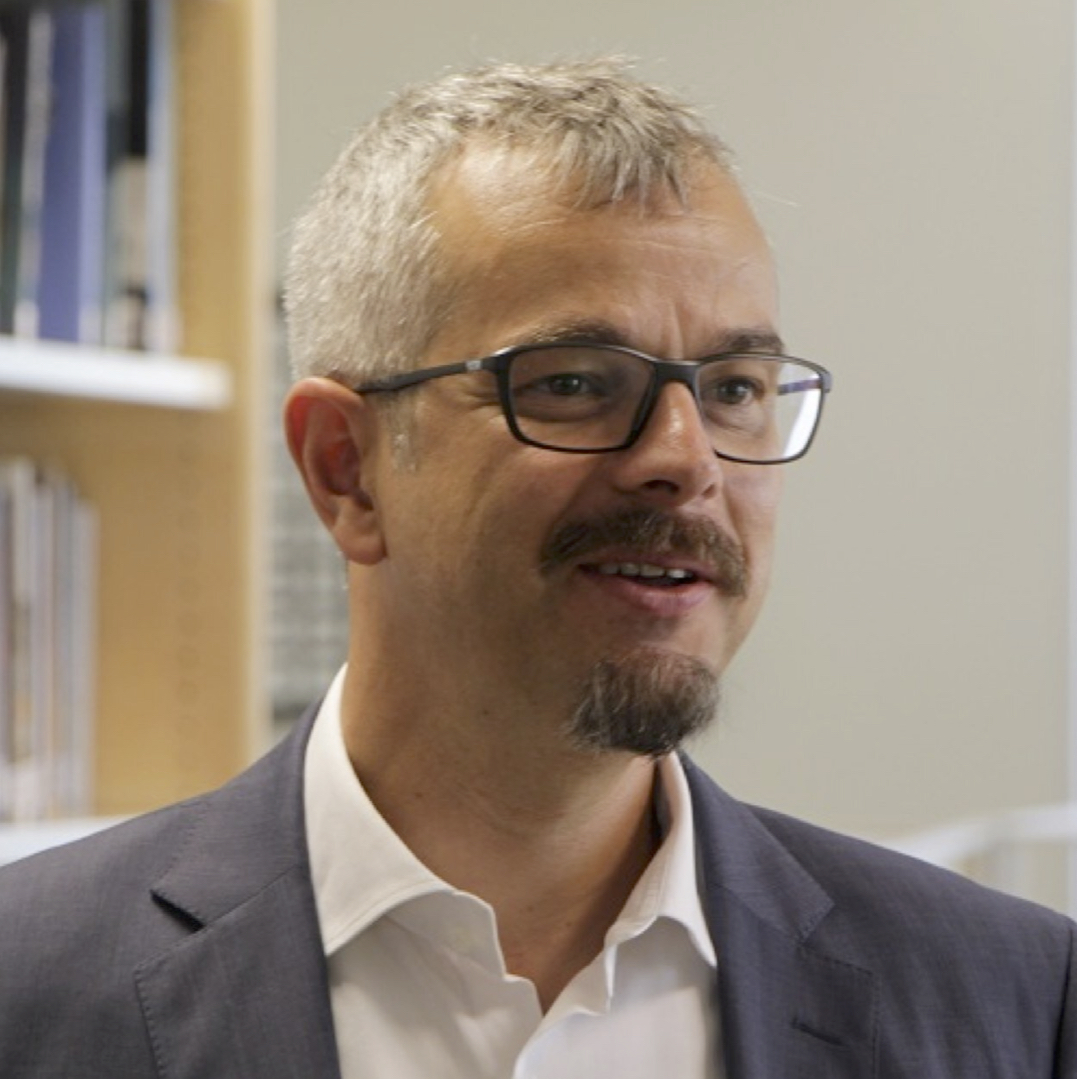
Christian Wacker (2018)

Christian Wacker (* 1966 in München) ist ein deutscher Klassischer Archäologe, Museologe und Sporthistoriker.

## Biografie
Christian Wacker studierte Klassische Archäologie und Alte Geschichte an der Universität München und der Universität Freiburg. Die Promotion erfolgte 1996 bei Ulrich Sinn an der Universität Würzburg mit einer Arbeit zum Gymnasion in Olympia. Praktische archäologische Erfahrungen sammelte er in Zypern, Griechenland, Deutschland und Brasilien. 2008 leitete er mit Norbert Müller und Reinhard Senff eine Forschungsgruppe zur Auffindung der Pferderennbahn in Olympia. Aus Anlass der Olympischen Sommerspiele 2004 in Athen kuratierte er in der Olympiastadt eine Ausstellung über Pierre de Coubertin. Zudem gehört er dem Lehrerstab der Internationalen Olympischen Akademie an.
Im April 2005 wurde Wacker zum Direktor des Deutschen Sport & Olympia Museums in Köln berufen, das Amt trat er im Juni des Jahres an. Zum 1. November 2008 wechselte er als Gründungsdirektor an das 3-2-1 Qatar Olympic and Sports Museum nach Doha, das er federführend aufbaute. Im Jahr 2013 organisierte und kuratierte Wacker die Ausstellung OLYMPICS - Past and Present. Mit einer Gesamtfläche von ca. 4000 m² und über 600 Exponaten war sie die größte Sonderausstellung zur olympischen Geschichte.

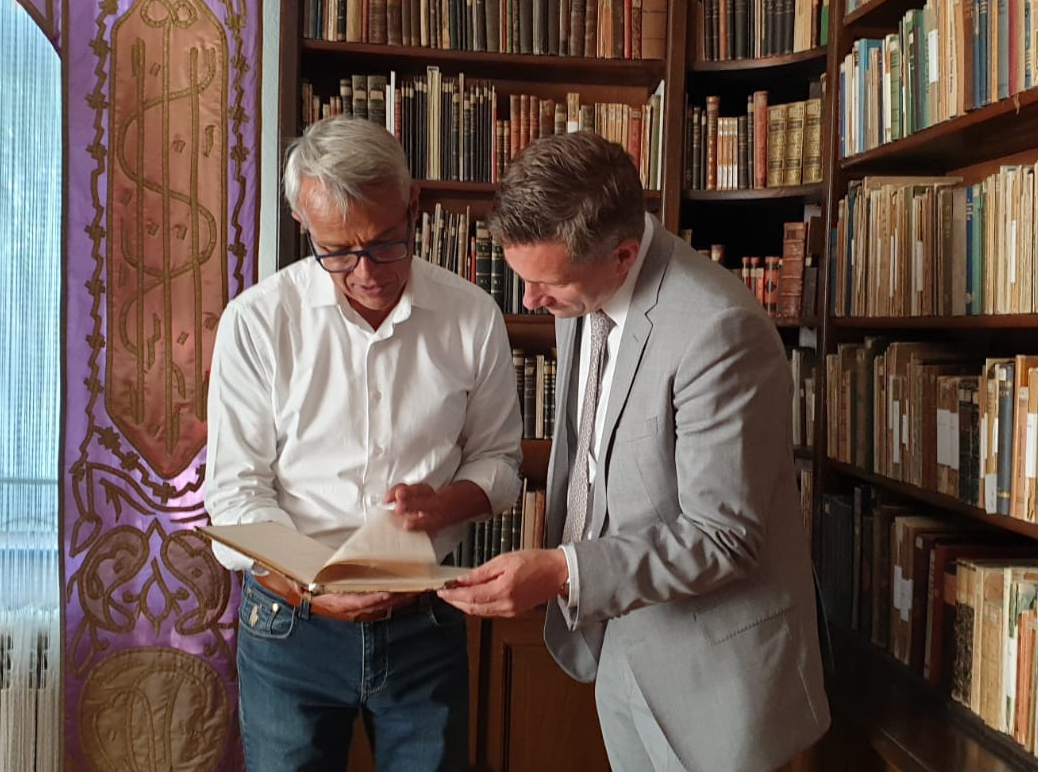
Christian Wacker mit dem Sächsischen Staatsminister für Wirtschaft, Arbeit und Verkehr Martin Dulig im Karl-May-Museum in Radebeul (2019)

Von November 2014 bis März 2018 war Wacker Wissenschaftlicher Projektleiter der Freiburger Akademie für Museums-, Ausstellungs- und Sammlungswissen (FRAMAS) an der Universität Freiburg. Dort baute er das wissenschaftliche Weiterbildungsprogramm zur Museumskunde museOn auf. Vom 1. April 2018 bis zum 31. Mai 2020 war er der Direktor des Karl-May-Museums in Radebeul.
Von November 2020 bis Oktober 2021 leitete Wacker als Direktor das Sheikh Abdullah Al-Salem Cultural Centre in Kuwait. Das 18-Hektar große Kulturzentrum umfasst sechs Museen: Ein Naturkundemuseum, ein Technikmuseum, ein Museum für Luft- und Raumfahrt, ein Museum für arabisch-islamische Wissenschaften, ein Zentrum der bildenden Künste sowie ein Theater.
Seit April 2022 fungiert Wacker als Deputy Director of Exhibitions bei Qatar Museums, der katarischen Kultur- und Museumsbehörde. Qatar Museums ist in Zusammenarbeit mit dem Ministerium für Kultur, Kunst und Kulturerbe einer der Hauptakteure der katarischen Kulturpolitik.
Wacker ist Mitbegründer der Deutschen Gesellschaft für die Geschichte der Sportwissenschaft, Mitglied im Beirat der Deutsch-Qatarischen Gesellschaft und war Mitglied im Stiftungsrat des Sportmuseum Schweiz. Von 2012 bis 2020 war er Vizepräsident der International Society of Olympic Historians (ISOH)., seit 2020 ist er Präsident dieser Vereinigung. Von 2015 bis 2019 war er Vorsitzender des Deutschen Pierre de Coubertin Komitees.

Christian Wacker mit dem Präsidenten des Internationalen Olympischen Komitees (IOC), Thomas Bach, in Lausanne (2022)

Im September 2022 wurde Wacker von Thomas Bach in die Olympische Kommission für Kultur und das Olympische Erbe des Internationalen Olympischen Komitees (IOC) berufen.
Wacker ist mit der brasilianischen Sporthistorikerin Marcia De Franceschi Neto-Wacker verheiratet und Vater dreier Söhne.

## Forschung und Schriften (Auswahl)
Wacker Forschungsschwerpunkte liegen in der klassischen Altertumswissenschaft (Hellenismus), der Sportgeschichte der Antike, der frühen Olympischen Geschichte und der Museumskunde (Management & museale Erlebnisse).
- Das Gymnasion in Olympia. Geschichte und Funktion (= Würzburger Forschungen zur Altertumskunde. Band 2). Ergon, Würzburg 1996, ISBN 3-928034-97-9 (= Dissertation).
- Palairos. Eine historische Landeskunde der Halbinsel Plagia in Akarnanien (= Studien zur Geschichte Nordwest-Griechenlands. Band 3). Oberhummer-Gesellschaft, München 1999, ISBN 3-934137-01-6.
- Olympia. Ein kulturhistorischer Rundgang. München 2004, ISBN 3-934137-06-7.
- Herausgeber: Pierre de Coubertin et le miracle grec. Lausanne 2005, ISBN 3-934137-08-3.
- Herausgeber mit Robert Marxen: Olympia – Ideal und Wirklichkeit. Festschrift für Norbert Müller zum 60. Geburtstag (= Studien zur Geschichte des Sports. Band 5). Lit, Berlin und Münster 2008, ISBN 978-3-8258-1208-9.
- mit Marcia de Franceschi Neto-Wacker: Brazil goes Olympic. Historical fragments from Brazil and the Olympic movement until 1936 (= Olympische Studien. Band 11). Agon-Sportverlag, Kassel 2010, ISBN 978-3-89784-985-3.
- Herausgeber mit Andreas Amendt, Stephan Wassong: Olympics. Past and Present. Prestel, Munich. London und New York 2013, ISBN 978-3-7913-6412-4.
- Herausgeber mit Stephan Wassong, Natalia Camps Y Wilant: Olympic and Paralympic Discourses. Agon-Sportverlag, Kassel 2017, ISBN 978-3-89784-983-9.
- Herausgeber: Sport im Museum. Gedanken zum Sammeln, Ausstellen und Vermitteln von Sport. Ergon-Verlag, Baden-Baden 2022, ISBN 978-3-95650-843-1.
- Herausgeber mit John Hughson, Kevin Moore: Sport in Museums. Routledge, London und New York 2022, ISBN 978-08153-605-99.